# Asellus
Asellus là một chi động vật giáp xác chân đều trong họ Asellidae.

## Các loài
Chi này có các loài sau:
Nhóm Arctasellus
- Asellus alaskensis Bowman & Holmquist, 1975
- Asellus birsteini Levanidov, 1976
- Asellus latifrons Birstein, 1947

Nhóm Asellus
- Asellus amamiensis Matsumoto, 1961
- Asellus aquaticus (Linnaeus, 1758)
- Asellus balcanicus Karaman, 1952
- Asellus epimeralis Birstein, 1947
- Asellus ezoensis Matsumoto, 1962
- Asellus hilgendorfii Bovallius, 1886
- Asellus hyugaensis Matsumoto, 1960
- Asellus kumaensis Matsumoto, 1960
- Asellus levanidovorum Henri & Magniez
- Asellus monticola Birstein, 1932
- Asellus musashiensis Matsumoto, 1961
- Asellus primoryensis Henry & Magniez, 1993
- Asellus shikokuensis Matsumoto, 1960
- Asellus tamaensis

Nhóm Mesoasellus
- Asellus dybowskii Semenkevich, 1924